# Livade, Smolean
Livade (în bulgară Ливаде) este un sat în comuna Madan, regiunea Smolean,  Bulgaria. 

## Demografie
Componența etnică a satului Livade
     Bulgari (58,62%)
     Nicio identificare (17,24%)
     Altele (24,13%)
La recensământul din 2011, populația satului Livade era de 29 locuitori. Din punct de vedere etnic, majoritatea locuitorilor (58,62%) erau bulgari. Pentru 17,24% din locuitori nu este cunoscută apartenența etnică.